# Stichting Studenten Huisvesting Nijmegen
De Stichting Studenten Huisvesting Nijmegen (SSHN, sinds 2016 geschreven als SSH&) is een woningcorporatie voor studentenhuisvesting in Nijmegen en Arnhem. De stichting werd in 1950 opgericht door pater B. van Ogtrop als Stichting Universiteitshuis. Omdat het ministerie studentenhuisvesting als een universitaire taak beschouwde, werd de stichting in 1958 opgenomen in de universitaire organisatie en gefinancierd vanuit de begroting van de KUN. Ook werd de naam van de stichting veranderd naar de huidige naam.

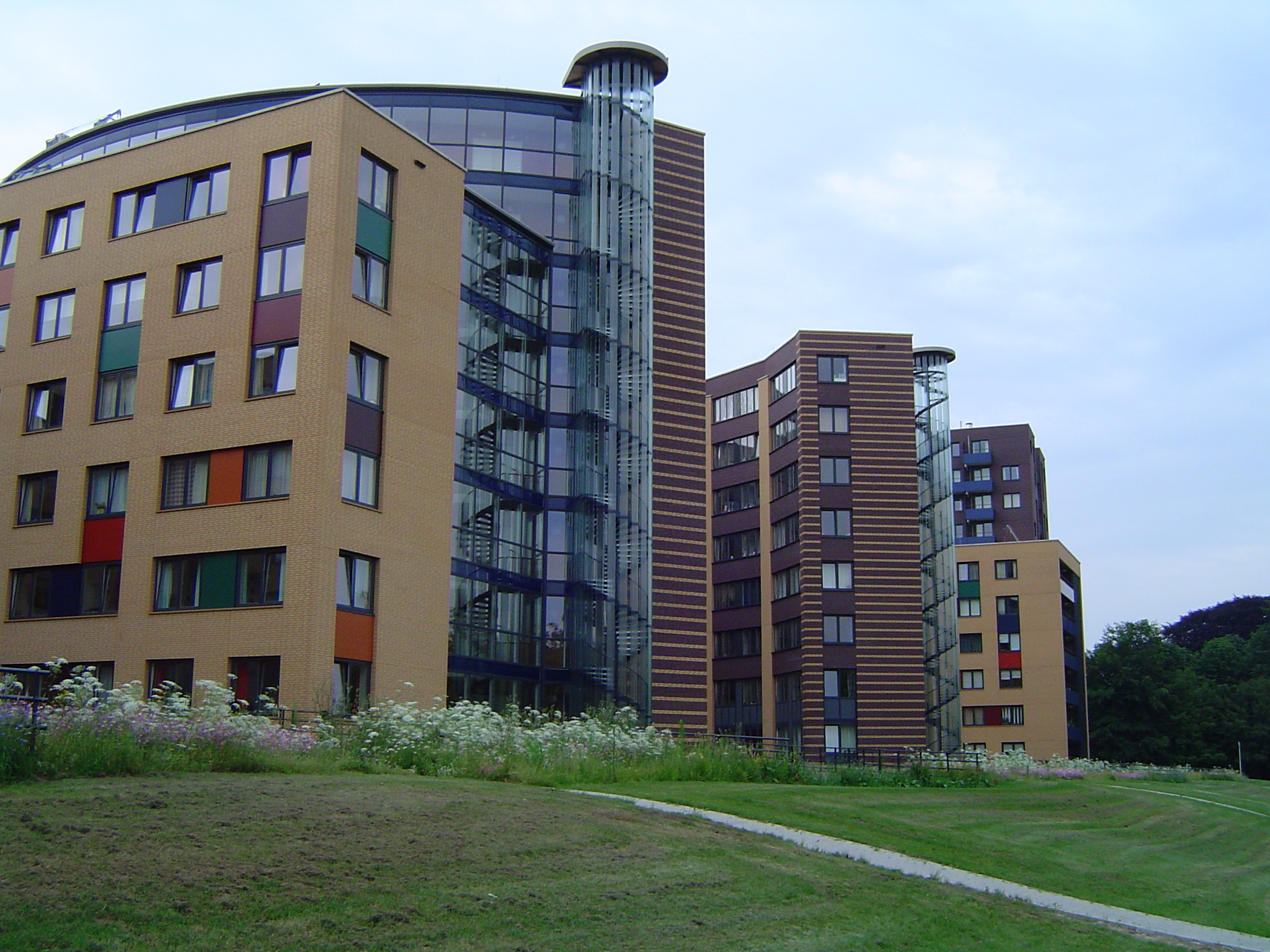
Sterrenbosch

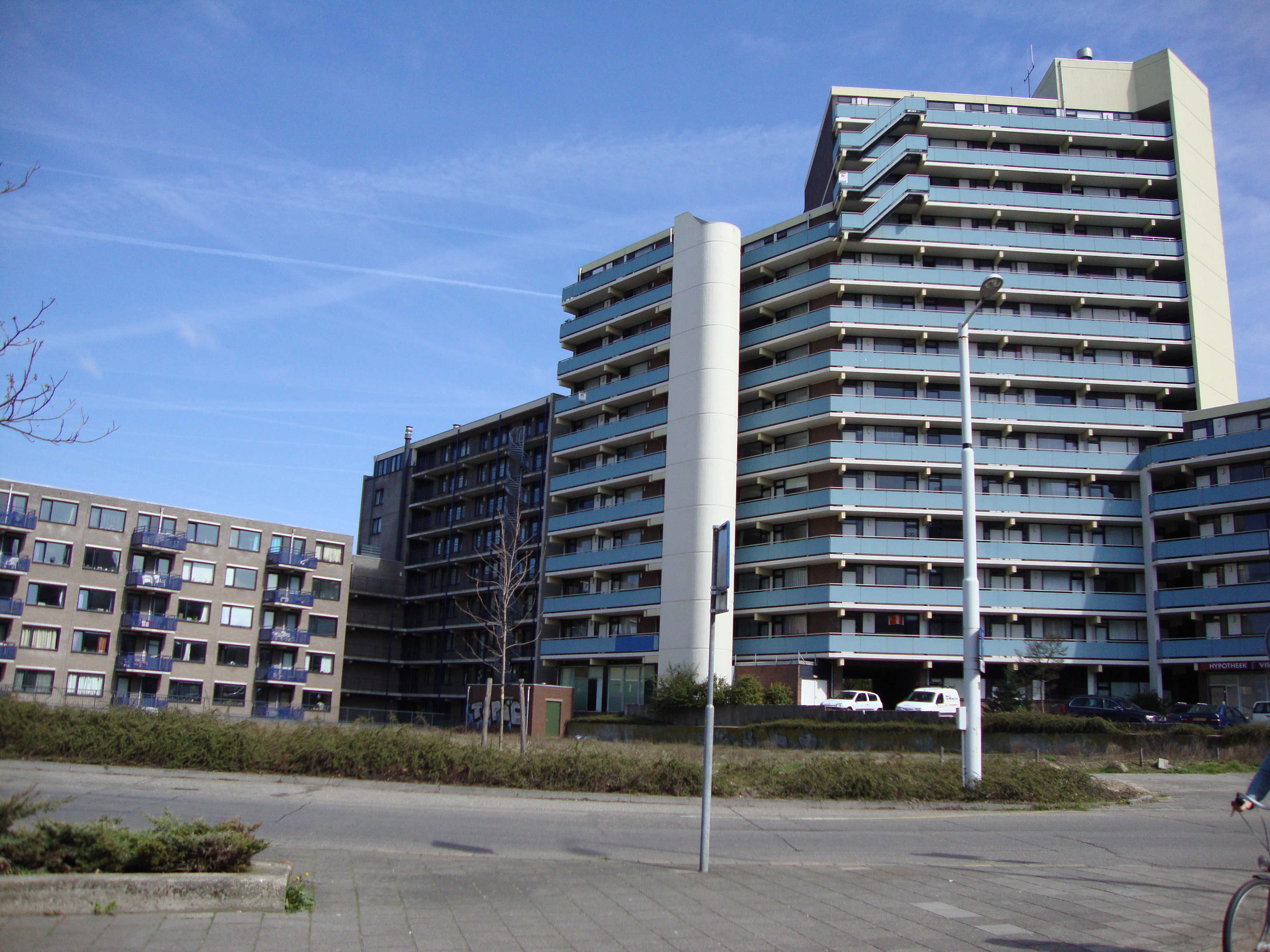
Links en midden Vredeburg

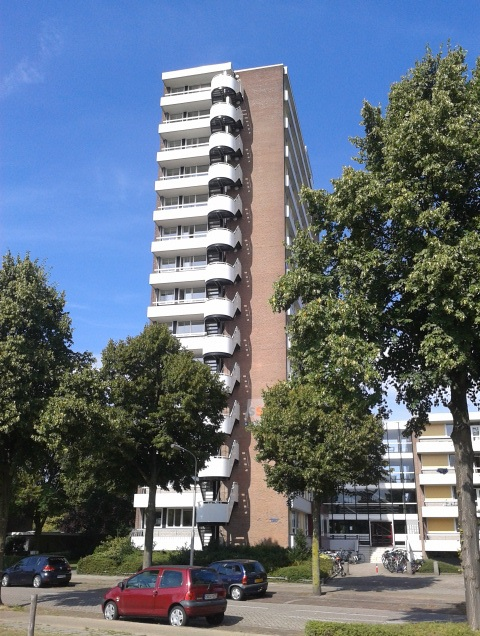
Galgenveld

In eerste instantie werd aan de vraag van woningzoekenden voldaan door de aankoop van verschillende stadspanden die werden aangepast tot studentenhuis. In 1963 kwam aan de Jacob Canisstraat de eerste studentenflat van Nijmegen gereed.  Hierna volgden meer panden en flats specifiek bedoeld voor studentenhuisvesting, waaronder Galgenveld, Sterrenbosch, Hoogeveldt en Vossenveld.
Sinds 2014 verhuurt de corporatie ook woningen in Arnhem en door de verbrede doelgroep werd de naam in 2016 SSH&. Zoals de naam al aangeeft, is de doelgroep van SSH& studenten. Zij focussen op studenten tussen de 16 en 30 jaar oud, die studeren op het mbo of aan een instelling voor hoger onderwijs in Nijmegen of Arnhem. SSH& verhuurt in totaal 6762 wooneenheden bestaande uit kamers, studio's of (tweepersoons) appartementen. Hiervan zijn er ongeveer 1180 voor internationale studenten bedoeld. 
De belangen van SSH&-huurders worden behartigd door de Stichting Platform Huurdersbelangen. SSH& is aangesloten bij het samenwerkingsverband van studentenhuisvesters in Nederland, Kences.

## Complexen
- Boeckstaetehof
- Van der Brugghenstraat
- Doddendaal
- Dominicanenstraat
- Eusebiusplein (Arnhem)
- Galgenveld
- De Gouverneur
- Graafse Ringpad
- Heidepark
- Helix
- Hoogeveldt
- Jacob Canisstraat
- Jonkerbosch
- Leeuwenstein
- Mariënbosch
- Nestor
- van Nispenstraat
- Orion
- Proosdij
- Sperwerstraat
- Sterrenbosch
- Talia
- Thijmstraat
- Toernooiveld
- Vossenveld
- Vredeburg
- Welgelegen
- Westerhelling
- Zoomstraat
- Stadspanden

| Kenmerk                | aantal/waarde                  |
| ---------------------- | ------------------------------ |
| Aantal verhuureenheden | 6.762                          |
| Gemiddelde woonduur    | 4,1 jaar                       |
| Eigen vermogen         | 11.310.000 euro                |
| Medewerkers            | 45 (32 kantoor, 13 beheerders) |